# Lekain

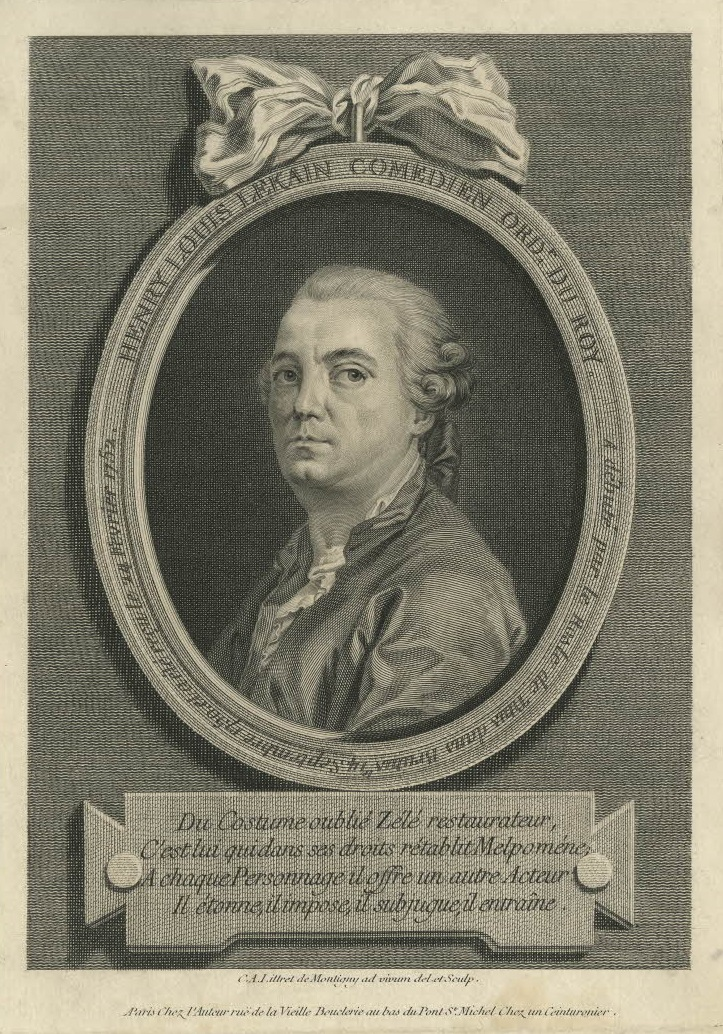
Lekain

Lekain, eigentlich Henri Louis Cain, (* 14. April 1728 oder 31. März 1729 in Paris; † 8. Februar 1778 ebenda) war ein französischer tragischer Schauspieler.

## Leben
Lekain war der Sohn eines Goldschmieds und sollte eigentlich den Beruf seines Vaters erlernen, wofür er eine diesem Zweck entsprechende Erziehung erhielt. Dabei besuchte er aber das Collège Mazarin, wo die Schüler am Schluss des Schuljahres ein Schauspiel aufzuführen pflegten. Lekain, der die dafür erforderlichen Kosten nicht zu bestreiten vermochte, konnte sich daran nur insoweit beteiligen, dass er das Geschäft des Souffleurs übernahm. Dazu brauchte er im Notfall kaum das Buch, so sehr prägten sich die Schauspiele seinem Gedächtnis ein, wenn er sie einige Male gelesen und gehört hatte. Diese Aufführungen sowie der häufigere Besuch des Theaters, worin er regelmäßig sonntags viel Genuss fand, erweckten in ihm früh eine außerordentliche Theaterleidenschaft, so dass er Schauspieler zu werden wünschte.
Als nach dem Frieden von Aachen (1748) die gesellige Unterhaltung in Paris neues Leben erhielt, bildeten sich mehrere Privattheater; und Lekain verband sich mit mehreren jungen Leuten zur Gründung eines solchen in der Straße St.-Mery, das sich bald über die anderen erhob und von sich Rede machte. Bei einer dieser Privatvorstellungen begeisterte der junge Lekain einen Kenner so sehr, dass dieser Voltaire auf das Nachwuchstalent aufmerksam machte. Voltaire, sonst kein Freund von Liebhabertheatern, ließ sich dazu überreden, eine jener Vorstellungen, in denen Lekain mitspielte, zu besuchen. Überrascht konstatierte er selbst die Fähigkeiten des jungen, kleinwüchsigen Mannes, lud ihn nach der Vorstellung zu sich ein und begann ihn zu fördern.
Voltaire riet Lekain zwar anfangs ab, Schauspieler zu werden, da dieser aber hierzu fest entschlossen war, so nahm er ihn in sein Haus, ließ ihn nebst dessen Freunden auf seinem Privattheater spielen und bildete ihn eifrig weiter aus. Auch ermöglichte er ihm, vor der Herzogin von Maine aufzutreten. In seiner sechsmonatigen Lehrzeit bei Voltaire machte Lekain große Fortschritte, und er selbst sagt in seinen von seinem ältesten Sohn herausgegebenen Mémoires (Paris 1801), er habe in jener Zeit die Geheimnisse seiner Kunst ergründet. Am 28. Juli 1750 verheiratete er sich mit der jungen Schauspielerin Christine-Charlotte-Josèphe Sirot und hatte mit ihr zwei Söhne, Bernardin und Louis-Théodore.
Vor seiner Abreise nach Berlin im Juli 1750 erlangte Voltaire für seinen Schützling die Erlaubnis, dass dieser am 14. September 1750 als Titus in Voltaires Brutus an der Comédie-Française auftreten durfte. Lekain erntete großen Beifall, doch gelang es ihm aufgrund der Feindseligkeit der Schauspieler erst eineinhalb Jahre nach seinem ersten Auftreten auf ein Machtwort Ludwigs XV. hin, am 24. Februar 1752 Mitglied dieser Bühne zu werden. Seither entwickelte er sich zu einem der bekanntesten und bedeutendsten Tragöden seiner Zeit. Er zeichnete sich dabei vor allem in der Einführung einer natürlicheren Deklamation und im Bemühen um historische Exaktheit des Spiels aus. Seine Zeitgenossen rühmen einstimmig das tiefe Studium, das er in allen Teilen seiner Kunst zeigte, sein meisterhaftes Gebärdenspiel und die rege Empfänglichkeit seines Gefühls. Mit Claire Clairon setzte er sich für historische Kostümierung ein. Eine seiner glänzendsten Darstellungen war Mahomet in Voltaires gleichnamigem Stück, ferner Herodes in Nadals Mariamne und Nero in Racines Britannicus. 
Zuletzt spielte Lekain in Voltaires Adélaide du Guesclin den Vendôme. Doch ging er damals bei rauem Wetter sehr erhitzt aus dem Schauspielhaus, und diese Unvorsichtigkeit zog ihm ein hitziges Fieber zu, an dem er nach wenigen Tagen 1778 starb. Die Nachricht seines Todes erreichte Voltaire, als er gerade erst nach Paris zurückgekehrt war.
Wie erwähnt gab sein ältester Sohn 1801 seine Mémoires (mit seinem Briefwechsel mit Voltaire, Garrick, Colardeau u. a.) heraus. Talma druckte die Memoiren in Réflexions sur Lekain et sur l’art théâtral (Paris 1825; neue Auflage 1874) nach, welches letztgenanntes Werk wiederum Teil der Collection des Mémoires sur l’Art dramatique ist.

## Memoria
Nach Lekain wurde im 16. Arrondissement von Paris die Rue Lekain benannt.